# Bartek Pieszka

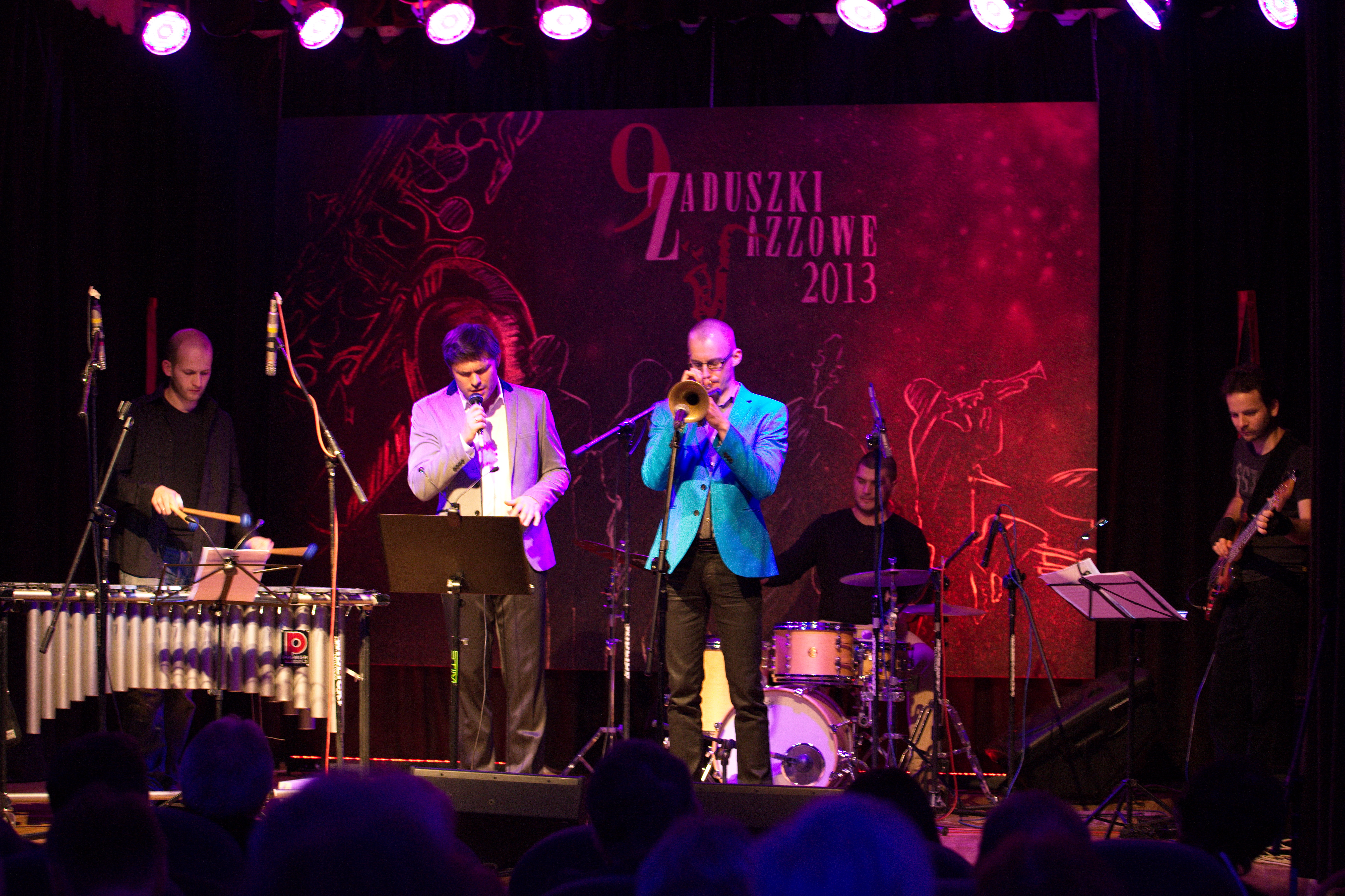
Zaduszki Jazzowe w Pińczowie, 2.11.2013

Bartek Pieszka, właściwie Bartosz Pieszka (ur. 5 lutego 1985 w Gliwicach) – polski wibrafonista i kompozytor jazzowy, pedagog.

## Życiorys
Bartek Pieszka w latach 1995–2004 uczył się w Państwowej Szkole Muzycznej I i II stopnia w Gliwicach.
W 2009 roku ukończył z wyróżnieniem Akademię Muzyczną im. Karola Szymanowskiego w Katowicach na wydziale Kompozycji, Interpretacji, Edukacji i Jazzu w Instytucie Jazzu w klasie wibrafonu doktora Bernarda Maselego.
Od dziecka związany ze Śląskim Jazz Clubem w Gliwicach. Jeden z jego dziadków, Eugeniusz Rebol, był jednym z piętnastu członków założycieli SJC w 1956 roku, a starszy brat Bartka Pieszki, Wojciech, od 2007 roku zasiada w zarządzie stowarzyszenia. Wieloletnia współpraca ze stowarzyszeniem zaowocowała napisaniem pracy magisterskiej o temacie „Śląski Jazz Club – Półwiecze Najstarszego Stowarzyszenia Jazzowego W Polsce”. Praca została nagrodzona przez Prezydenta Miasta Gliwice i wygrała konkurs na najlepszą pracę magisterską o mieście Gliwice w 2009 roku. Dwa lata później ukazała się publikacja artykułu napisanego przez B. Pieszkę na podstawie swojej pracy pod tym samym tytułem w Roczniku Muzeum w Gliwicach, tom XXIII.
Był nagradzany i wyróżniany na międzynarodowych oraz krajowych konkursach jazzowych. Otrzymał Indywidualną Nagrodę Specjalną na VI Międzynarodowym Festiwalu Jazzowym „Krokus Jazz Festival” Jelenia Góra 2007 (przewodniczącym komisji był Zbigniew Namysłowski). Na XXXI Międzynarodowym Konkursie Młodych Zespołów Jazzowych Jazz Juniors 2007 w Krakowie został wyróżniony Indywidualną Honorową Nagrodą Specjalną Za Kompozycje, Na X Ogólnopolskim Przeglądzie Młodych Zespołów Jazzowych i Bluesowych Gdynia 2007 otrzymał Wyróżnienie Dla Muzyka (przewodniczącym komisji był Jan Ptaszyn Wróblewski. Jest także laureatem Nagrody Prezydenta Miasta Gliwice w kategorii „Młodzi Twórcy” za osiągnięcia w dziedzinie twórczości artystycznej, upowszechniania i ochrony kultury, Gliwice 2007.
Począwszy od roku 2010 Bartek Pieszka zostaje doceniany przez czytelników gazety Jazz Forum, i corocznie pojawia w ankiecie Jazz Top  w kategorii „Wibrafon”.
W 2005 roku założył duet Snub Cube z pianistą Nikolą Kołodziejczykiem. Zespół koncertował w Polsce i Niemczech, został również doceniony na Międzynarodowych Konkursach Jazzowych (m.in. Jazz Juniors, Jazz nad Odrą). 
W 2006 roku powstał już w pełni autorski projekt - zespół Bartek Pieszka Quartet (w składzie: Nikola Kołodziejczyk - p, Maciej Szczyciński – b, Sebastian Kuchczyński – dr, Bartek Pieszka - vib). Zespół był nagradzany i wyróżniany na międzynarodowych oraz krajowych konkursach jazzowych. Na VI Międzynarodowym Festiwalu Jazzowym „Krokus Jazz Festival” Jelenia Góra 2007, otrzymał II nagrodę w konkursie (przewodniczącym komisji był Zbigniew Namysłowski). Na XXXI Międzynarodowym Konkursie Młodych Zespołów Jazzowych Jazz Juniors 2007 w Krakowie otrzymał II nagrodę w konkursie. Wreszcie na Międzynarodowym Festiwalu DoDж The International Jazz Festival w Kijowie w 2009 roku zdobył również II nagrodę. W tym samym roku zespół nagrał swoją debiutancką płytę pt. „Slow Motion”, w sprzedaży od stycznia 2014 roku.
W 2010 roku powstał nowy projekt pod nazwą Bura Pieszka, jest to duet z pianistą Tomaszem Burą. Już w pierwszym roku działalności duet Bura Pieszka zagrał ponad 80 koncertów. Duet spotkał się również z uznaniem kompozytora Wojciecha Kilara.
Poza muzyką jazzową Bartek Pieszka interesuje się również muzyką chrześcijańską. Zarówno jako wibrafonista jak i wokalista udziela się w zespołach z tego nurtu. W 2009 roku otrzymał I nagrodę na Międzynarodowym Festiwalu Muzyki Gospel Camp Meeting w Osieku z zespołem Łaską Zbawieni. W 2010 roku otrzymał I nagrodę z zespołem BG&W na Festiwalu Piosenki Religijnej „Corda Cordi” w Brzegu.
Od 2011 roku tworzy trio wokalne CDN (wraz z Anną Pieszką i Gabrielą Blachą). Trio koncertowało wraz z jego założycielem – wybitnym kompozytorem i organistą Norbertem Blachą.

## Dyskografia

### Albumy
- 2006 Mąka Piekielna (Snub Cube)
- 2008 Polish Jazz 2007
- 2009 Slow Motion (Bartek Pieszka Quartet)

### Jako muzyk sesyjny
- 2009 Normal (Karolina Glazer) (Fonografika)
- 2009 Bóg Jest Miłością (producent: Ryszard Buczek)
- 2011 Chord Nation (Nikola Kołodziejczyk Orchestra)

## Publikacje
- Bartosz Pieszka, Śląski Jazz Club - półwiecze najstarszego stowarzyszenia jazzowego w Polsce [w:] Rocznik Muzeum w Gliwicach Tom XXIII, wyd. przez Muzeum w Gliwicach, Gliwice 2011, s. 329-356